# Alfred Vogel
Pour les articles homonymes, voir Vogel.
 (juin 2014).
Alfred Vogel, né le 26 octobre 1902 à Aesch et mort le 1er octobre 1996 à Feusisberg, est un naturopathe, herboriste, écrivain et nutritionniste suisse. Figurant parmi les pionniers suisses de la phytothérapie, il est également le fondateur de l'entreprise pharmaceutique suisse Bioforce.

## Biographie
Alfred Max Vogel naît le 26 octobre 1902 à Aesch dans le canton de Bâle en Suisse. Il est le cadet d'entre quatre frères et sœurs.
Enfant, il se familiarise avec les plantes médicinales grâce à son père et à ses grands-parents. À 21 ans, il s'installe à Bâle où il ouvre une herboristerie et magasin de diététique. Il partage ses conceptions de la vie et ses connaissances avec sa clientèle tout en s'initiant peu à peu à la préparation de remèdes naturels, dont il commercialise dès lors sa propre production.
En 1927, il épouse Sophie Sommer, institutrice. De cette union naissent deux filles.
En 1929 il commence la publication du magazine mensuel, « La nouvelle vie qui, en 1941, est renommé en A. Vogel Gesundheits-Nachrichten ; en 2011 cette revue tire 26 417 exemplaires. Au cours des années 1930, il déménage à Teufen en Appenzell où il expérimente d'autres remèdes à base de plantes. Il constate que les plantes utilisées immédiatement après cueillette sont plus efficaces que les celles traitées par dessiccation.
Passionné de voyages, Vogel visite de nouveaux pays et découvre de nouvelles cultures. Il se focalise sur la rencontre des peuples primitifs qui, selon lui, entretiennent une relation étroite avec la nature. À partir des années 1950, il parcourt l'essentiel du continent américain. Il se rend également en Afrique, en Australie, en Nouvelle-Zélande et en Tasmanie. Au cours de l'un de ses périples aux États-Unis, il sympathise avec le peuple sioux chez qui il cohabite durant quelque temps. C'est à cette occasion qu'il se lie d'amitié avec le médecin-guérisseur Ben Black Elk qui lui transmet le savoir issu de la tradition amérindienne relative à l'usage médicinal des plantes. Avant que Vogel ne quitte ses hôtes, Ben Black Elk lui offre un cadeau d'adieu : une poignée de graines d'Echinacea purpurea (échinacée pourpre). Les Sioux connaissent cette plante depuis des générations et l'utilisent comme remède polyvalent : en usage externe pour les morsures de serpent, les blessures et des contusions ; en usage interne pour renforcer le système immunitaire[réf. nécessaire].
Vogel ramène la semence en Suisse puis commence à la cultiver et à effectuer des recherches complémentaires à son sujet, ce qui aboutira à la création d'Echinaforce qui deviendra le produit phare de l'entreprise de produits pharmaceutiques naturels Bioforce créée à son initiative en 1963 à Roggwil dans le canton de Thurgovie.
Alfred Vogel meurt le 1er octobre 1996 à Feusisberg, à l'âge de 94 ans.

## Distinctions

Alfred Vogel en 1982, lors de la réception de la médaille Priessnitz de la Société allemande des naturopathes allemands.

En 1982, Alfred Vogel est gratifié de la médaille Priessnitz par la Société des naturopathes allemands.
Par ailleurs, la Fondation Alfred Vogel décerne chaque année un prix Alfred Vogel récompensant la recherche scientifique dans le domaine de la naturopathie.

## Œuvres
- (de) DrAlfred Vogel, Kleiner Wegweiser für die Lebensreform [« Petit guide pour réformer sa vie »], 1926
- (de) Alfred Max Vogel, Die Nahrung als Heilfaktor : leicht verständliche Einführung in das Wesen zweckmässiger Ernährung und natürlicher Lebensweise [« L'alimentation qui guérit : premier pas dans le régime le plus rapide à mettre en pratique, basé sur un mode de vie naturel »], Trogen, Das neue Leben, 1935 (OCLC 80010720)
- Dr Alfred Vogel, Le petit docteur, Luzern, Verlag A. Vogel AG, 2013, 1re éd. en allemand en 1952 sous le titre [« Der kleine Doctor »] puis en anglais de 1952 à 1959 — [« The nature doctor; a kaleidoscopic collection of helpful hints from the Swiss folklore of healing »] — aux éditions Bioforce-Verlag à Teufen avec pour numéros d'OCLC 18343809 et 14609904 ; la 1re éd. en français parue en 1991 c/o Edi-Inter à Genève sous  (ISBN 2884240055 et 9782884240055) et OCLC 491763483 ne comportait à l'origine que 570 p. (1070 p. dans l'édition 2013) (ISBN 978-3-906404-26-4 et 3906404269, OCLC 850152382)
- (de) Dr Alfred Vogel, Die Leber als Regulator der Gesundheit : Was uns die Erfahrung lehrt [« Le foie, régulateur de la santé »], 1985 (1re éd. 1960) (ISBN 978-3-909106-01-1, OCLC 16978974)
- Dr Alfred Vogel (trad. de l'allemand), Gesundheitsführer durch südliche Länder, Subtropen Tropen und Wüstengebiete [« Guide de la santé destiné aux pays du Sud »], 1974, 423 p. (ISBN 978-3-909106-05-9 et 9783909106059, OCLC 74976228)
- (de) Dr Alfred Vogel, Die Natur als biologischer Wegweiser, Teufen, Vogel, 1983 (ISBN 978-3-909106-02-8 et 9783909106028, OCLC 74957149)
- (de) Dr Alfred Vogel, Krebs, Schicksal oder Zivilisationskrankheit? [« Cancer, fatalité ou maladie de la civilisation ? »], Teufen, Vogel, 1987, responsabilité : A. Weber (ISBN 978-3-909106-03-5 et 9783909106035, OCLC 74945768)

## Sources
- (en)/(de) Cet article est partiellement ou en totalité issu des articles intitulés en anglais « Alfred Vogel » (voir la liste des auteurs) et en allemand « Alfred Vogel (Unternehmer) » (voir la liste des auteurs).